# Faro di Stiff
Il faro di Stiff è situato sull'isola di Ouessant in Bretagna (Francia), più precisamente sulla sua punta nord-occidentale, e costituisce il più antico faro costruito sull'isola sin dal lontano 1689. Nelle vicinanze di Stiff, dal 1978, si trova la moderna Torre Radar ed insieme "vegliano" su questo pericoloso tratto di mare molto trafficato: questo rappresenta una funzionale unione tra il vecchio sistema di segnalazione per le navi e quello più moderno e avanzato.

## Storia
È tra il 1683 e il 1700 che vengono costruiti i primi sei fari francesi: costituiti da piccole costruzioni molto somiglianti a fortezze con bastioni e varchi per l'alloggiamento di cannoni. Il faro prende il nome dalla grandiosa falesia di Stiff, punto culminante dell'isola, su cui è stato costruito. Agli inizi del XVIII secolo le coste del Finistère non sono ancora dotate di fari, ad esclusione del faro di Pointe de Saint Mathieu (nei pressi di Brest) e di Stiff su Ouessant, da qua si capisce l'estrema importanza di questa struttura per la sicurezza dei naviganti, soprattutto per quelli che si apprestavano ad imboccare la Manica.

Il faro di Stiff è costituito di due torri coniche unite, all'interno della più piccola si trovano le scale a chiocciola che consentono l'accesso alle camere situate sulla sommità dell'altra torre.

Il funzionamento del faro (fino al 1717 solo dal mese da ottobre a marzo) veniva assicurato da un guardiano che abitava all'interno dello stesso, grazie ad un braciere che funzionava con legna di provenienza boschiva e carbone. Dal 1717 al 1720 verrà addirittura interrotto il suo funzionamento per problemi monetari, ma dopo questa data venne dato l'ordine di riattivare l'importante faro.

Nel 1820 il faro verrà dotato del sistema Sangrin, che consiste nell'utilizzo di grandi riflettori che concentrano il raggio luminoso in un fascio più stretto, inoltre questo sistema consente di proteggere i riflettori dal calore e dal fumo prodotti dalla combustione mediante l'utilizzo di una canna fumaria costruita appositamente.

Finalmente nel 1820, dopo aver subito alcune altre modifiche, verrà dotato di un'ottica a fuoco fisso di prim'ordine.

## Oggi
Dal 1889 il faro veniva alimentato mediante petrolio, oggi ovviamente mediante elettricità. Inoltre l'impianto è stato completamente automatizzato: dapprima mediante l'uttilizzo di cellule fotoelettriche e dal 1993 mediante telecontrollo direttamente dal faro di Créac'h (al cui interno si trova un elaboratore che controlla tutti i fari dell'isola), tant'è che oramai non ci sono più guardiani che si avvicendano al suo interno per assicurarne l'accensione e garantirne il funzionamento.